# Geoff Gaberino
Geoff Gaberino (Dallas; 18 de julio de 1962) es un nadador estadounidense retirado especializado en pruebas de estilo libre, donde consiguió ser campeón olímpico en 1984 en los 4x200 metros estilo libre.

## Carrera deportiva
En los Juegos Olímpicos de Los Ángeles 1984 ganó la medalla de oro en los relevos de 4x200 metros estilo libre, con un tiempo de 7:16.59 segundos que fue récord del mundo, por delante de Alemania (plata) y Reino Unido (bronce), siendo sus compañeros de equipo los nadadores: Mike Heath, David Larson, Jeff Float, Bruce Hayes y Richard Saeger.